# Кирьянов, Алексей Иванович
Алексей Иванович Кирья́нов (1915—1970) — советский конструктор станков.

## Биография
Родился 8 (21 февраля) 1915 года в Петрограде. В 1930-х годах работал чертёжником, потом (после окончания техникума) старшим техником на ЛССЗ имени Я. М. Свердлова в группе, которая занялась разработкой горизонтально-расточных станков.
В июне 1941 году призван в РККА, осенью того же года под Порховом был тяжело контужен и попал в плен. Находясь в лагере для военнопленных, придумал конструкцию нового сверхточного станка. Освобождён в мае 1945 года, а в сентябре того же года вернулся на завод.
В последующем — инженер Ленинградского ОКБ станкостроения.
Умер 11 апреля 1970 года в Ленинграде.
Герой повести Бориса Гусева «Открытие» (1981).

## Семья
В 1939 году в Ленинграде женился на Валентине Николаевне Кирьяновой (в девичестве Ермиловой). 12 января 1941 года у них родился сын Виктор.
Имел двух внуков: Алексея (д.р. 14.01.1969) и Владислава (д.р. 27.12.1974)

## Награды и премии
- Сталинская премия третьей степени (1948) — за создание новой конструкции специальных станков
- Золотая медаль (1958, Брюссель)
- Государственная премия СССР (1970 — посмертно) — за создание тяжёлых координатно-расточных станков особо высокой точности с размером стола 1 000 Х 1 6000 и 1 400 х 2 240 мм

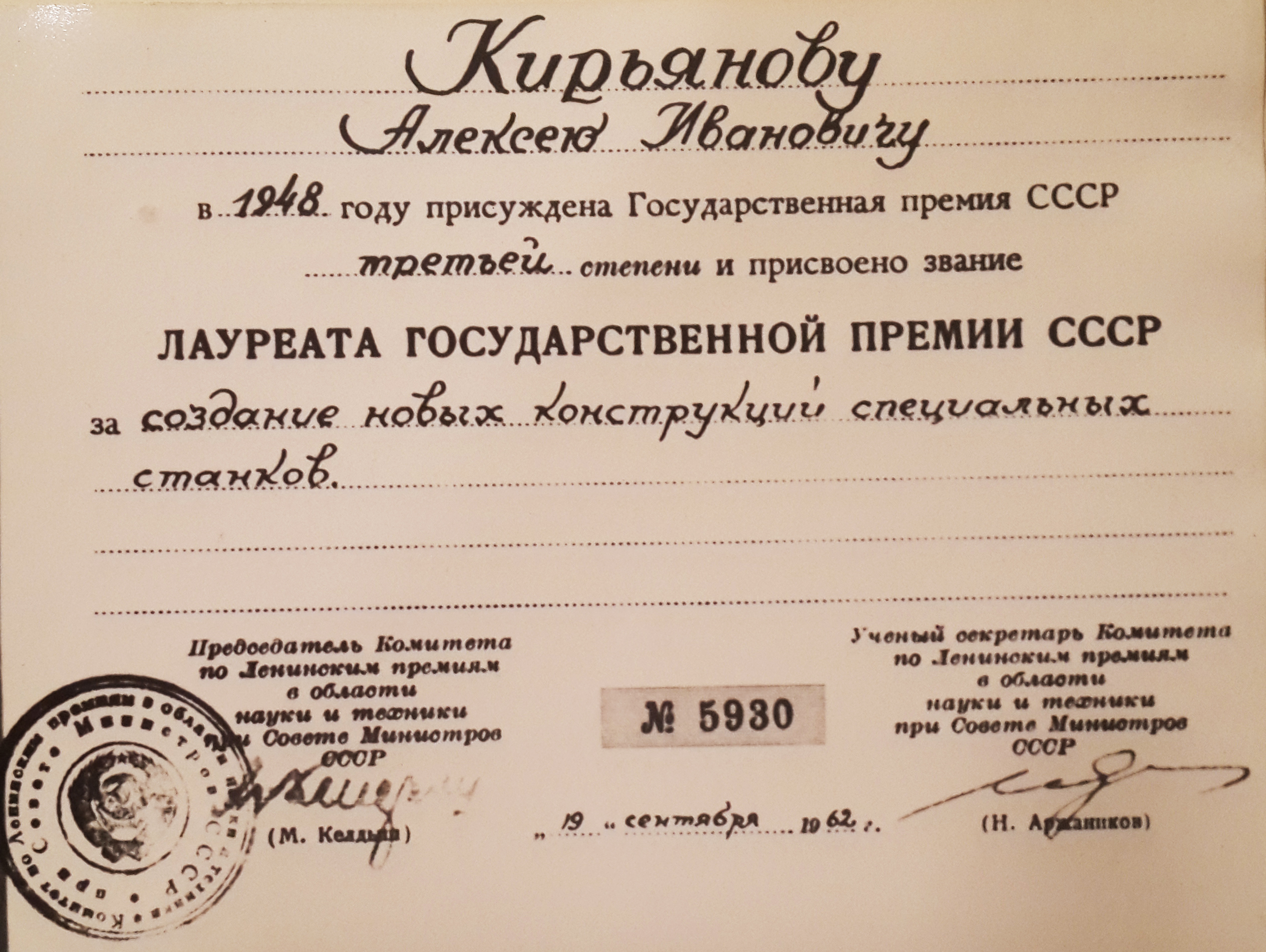
Удостоверение госпремии 1948 года
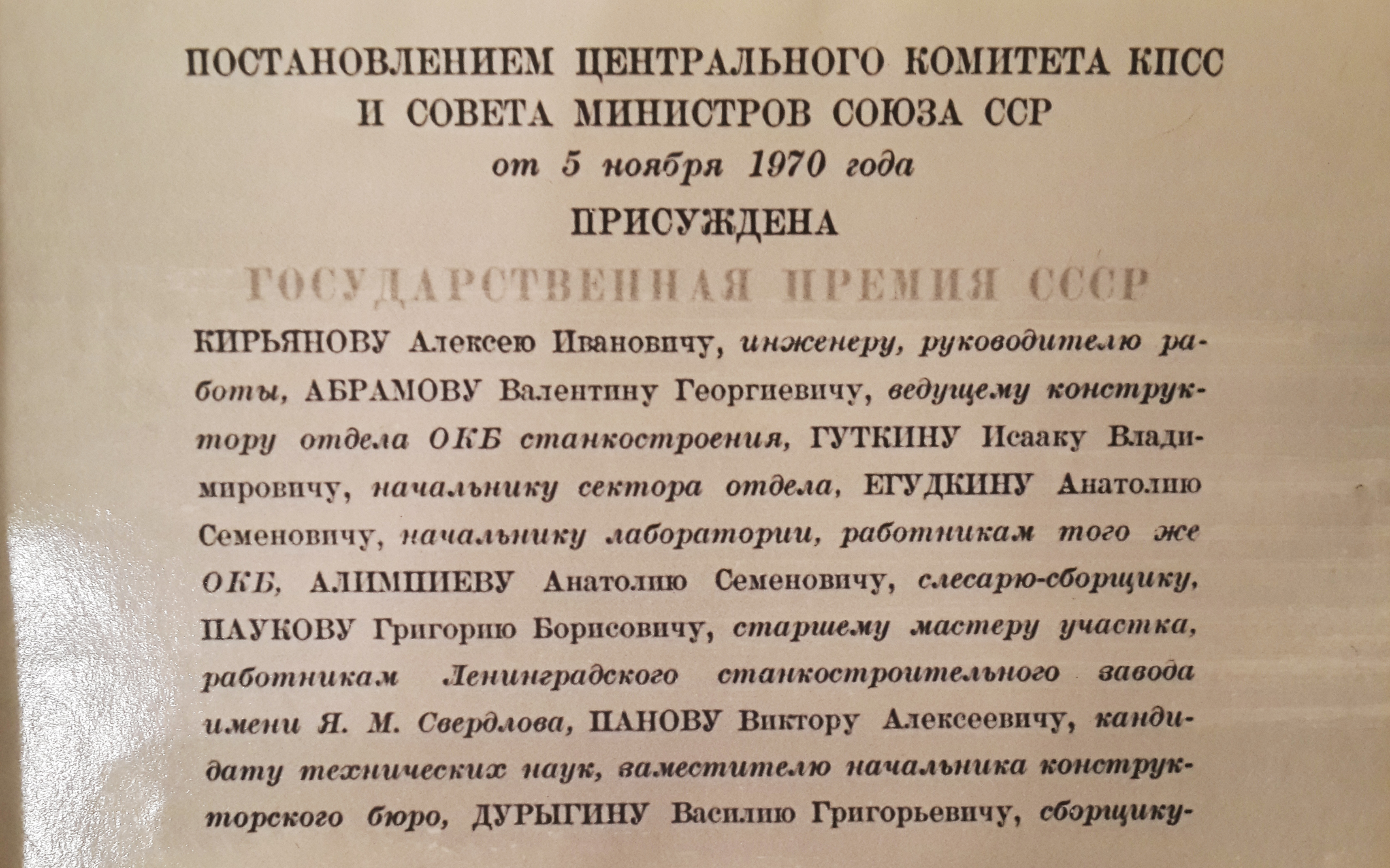
Удостоверение Госпремии 1970 года
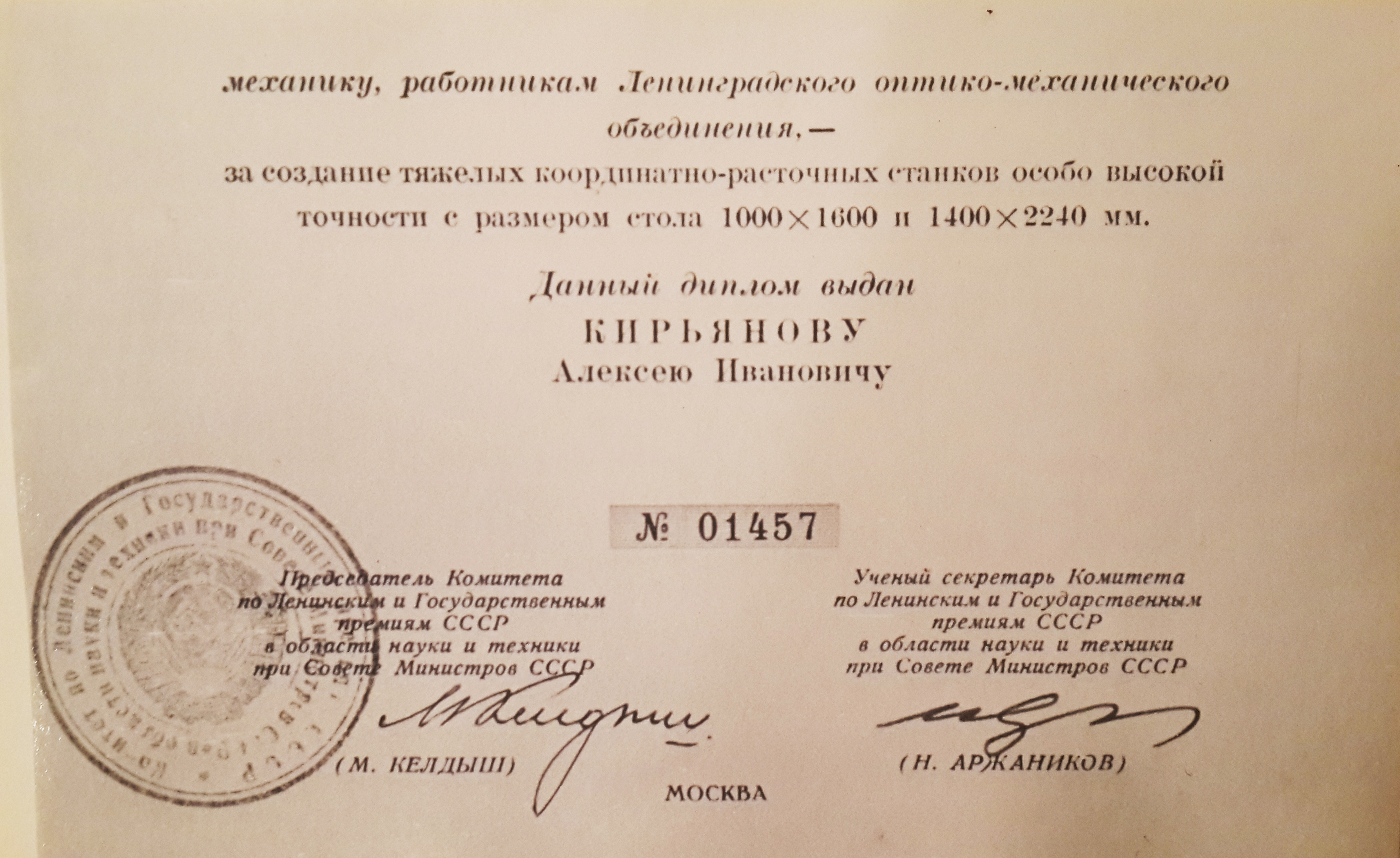
Удостоверение Госпремии 1970 года-2